# Turniej Nordycki 2005
Turniej Nordycki 2005 to 9. edycja Turnieju Nordyckiego (Skandynawskiego) w historii skoków narciarskich. W tym sezonie odbyły się cztery konkursy. Zwycięzcą całego cyklu został już po raz drugi w swojej karierze Matti Hautamäki. Zawody turnieju zostały rozegrane w Lahti, Kuopio, Lillehammer i Oslo.

## Zwycięzcy konkursów
| Lp | Data          | Miejsce     | 1. miejsce      | 2. miejsce          | 3. miejsce              |
| -- | ------------- | ----------- | --------------- | ------------------- | ----------------------- |
| 1. | 6 marca 2005  | Lahti       | Matti Hautamäki | Roar Ljøkelsøy      | Thomas Morgenstern      |
| 2. | 9 marca 2005  | Kuopio      | Matti Hautamäki | Roar Ljøkelsøy      | Jakub Janda Adam Małysz |
| 3. | 11 marca 2005 | Lillehammer | Matti Hautamäki | Sigurd Pettersen    | Lars Bystøl             |
| 4. | 13 marca 2005 | Oslo        | Matti Hautamäki | Bjørn Einar Romøren | Michael Uhrmann         |

## Klasyfikacja końcowa 2005
Zwycięzcą klasyfikacji generalnej został, po raz drugi w swojej karierze Matti Hautamäki. Wygrał on wszystkie cztery konkursy.
| Miejsce | Zawodnik            | Punkty |
| ------- | ------------------- | ------ |
| 1.      | Matti Hautamäki     | 1103   |
| 2.      | Roar Ljøkelsøy      | 1055,4 |
| 3.      | Michael Uhrmann     | 1032,7 |
| 4.      | Lars Bystøl         | 1026,9 |
| 5.      | Janne Ahonen        | 1011,1 |
| 6.      | Jakub Janda         | 1008,5 |
| 7.      | Rok Benkovič        | 1002,1 |
| 8.      | Thomas Morgenstern  | 1000,2 |
| 9.      | Bjørn Einar Romøren | 985,6  |
| 10.     | Andreas Küttel      | 977,8  |